# Волынец, Евгений Валерьевич
Евге́ний Вале́рьевич Волыне́ц (укр. Євген Валерійович Волинець; род. 26 августа 1993, Канев, Черкасская область) — украинский футболист, вратарь житомирского «Полесья».

## Биография

### Ранние годы
Евгений Волынец родился 26 августа 1993 года в городе Канев в обычной семье (папа — строитель, мама — домохозяйка). В 5 лет переехал в Киев. Начал заниматься футболом с 6 лет, когда папа привел Евгения на набор в динамовскую школу. Первыми тренерами футболиста были Виталий Хмельницкий и Юрий Ястребинский, но особой позиции у игроков тогда не было. В ворота Волынца поставил Евгений Рудаков.
В ДЮФЛ Волынец начинал играть за ФК «Отрадный». В сезоне 2006/07 он провел 23 игры (все в стартовом составе), одержав бронзовые медали всеукраинских соревнований, а уже в следующем сезоне в турнире 15-летних выступал за «Динамо».
Первый матч за «бело-синих» он провел 14 апреля 2008 года в Чернигове против «Юности», заменив в начале второго тайма Александра Ткаченко. В «Динамо» этой возрастной группы собралась целая плеяда талантливых голкиперов — кроме Волынца и Ткаченко, место в составе тренеры также доверяли Мирославу Боню. В том сезоне «Динамо» U-15 стало чемпионами Украины, обыграв в решающем поединке принципиального соперника донецкий «Шахтер». Волынец отыграл полный матч, сохранив свои ворота на замке. Всего в сезоне 2007/08 Евгений выходил на поле в шести играх, но уже в следующем сезоне на его счету было 14 матчей, 12 из которых в стартовом составе.
В сезоне 2009/10 динамовская команда, за которую играл Волынец, снова стала лучшей в Украине. И снова «бело-синие» в решающем матче встретились с донецким «Шахтером». В основное время голы забиты не были, а Волынец стал главным героем послематчевой серии пенальти. Отразив два удара «горняков», вратарь разрешил динамовцам повести со счетом 3:1, но его партнеры две последующие попытки поставить точку в этой лотерее не реализовали. Дополнительный шестой удар «горняки» наносили первыми, и снова на высоте оказался Волынец, который впоследствии был признан лучшим голкипером финального турнира.

### «Динамо-2»
В сезоне 2009/10 Волынца еще до завершения динамовской Академии включали в заявку «Динамо-2» на несколько матчей Первой лиги. В сезоне 2010/2011 Волынец уже 13 раз попадал в запас на игры Первой лиги. Затем количество включений в заявку на матч сократилось до 5-ти, и, наконец, в сезоне 2012/13 он снова находился на скамье запасных 13 раз. Несмотря на это, в течение четырех сезонов так и не вышел ни разу на поле.
Дебют в официальном матче у Волынца состоялся 23 октября 2013, где он отыграл полный матч Первой лиги против харьковского «Гелиоса» и сохранил свои ворота «сухими» (3:0). До конца сезона сыграл в 14 матчах чемпионата, а в следующем продолжил привлекаться к матчам второй динамовской команды в Первой лиге.

### «Гелиос»
В июле 2016 года стал игроком харьковского «Гелиоса»

### «Колос (Ковалёвка)»
В 2018 году перешёл в «Колос». С сезона 2019/20 выступал со своим клубом в высшей лиге.